# Ťuhýk rudohlavý
Ťuhýk rudohlavý (Lanius senator) je středně velký druh pěvce z čeledi ťuhýkovitých.

## Taxonomie
Tvoří 4 poddruhy: většinu Evropy a Malou Asii obývá ťuhýk rudohlavý evropský (Lanius senator senator), Baleáry, Korsiku a Sardinii ť. r. korsický (L. s. badius), Pyrenejský poloostrov a severozápadní Afriku ť. r. španělský (L. s. rutilans) a Blízký východ ť. r. předoasijský (L. s. niloticus).

## Popis
Větší než vrabec (délka těla 17–19 cm). Samec má červenohnědé temeno a šíji, černou masku přes oko, zasahující na čelo a černý hřbet. Křídla jsou černá s bílými kořeny ručních letek, ramena, kostřec a lemy černého ocasu jsou bílé. Samice jsou celkově matnější, některé se podobají samcům. Mladí ptáci mají světle vlnkovaný hřbet, krovky a tmavě vlnkovanou spodinu.

## Rozšíření
Druh se středomořským typem rozšíření. Tažný, zimuje v tropické Africe. Hnízdí ve světlých lesích s mýtinami, hlavně v blízkosti ovocných sadů.

## Výskyt v Česku
V České republice hnízdil běžně ještě v 19. století, poté však začaly jeho stavy rapidně klesat a jako hnízdič postupně vymizel z celého území. Hlavními hnízdními oblastmi byly severní Čechy od Podkrušnohoří přes České středohoří po Mnichovohradišťsko a přes Polabí na Čáslavsko. Na Moravě hnízdil déle než v Čechách a ještě v letech 1950-60 zde byl považován za vcelku běžný druh; poslední prokázané hnízdění z našeho území pochází z roku 1988 z okolí řeky Moravy u obcí Petrov, Seduměřice a Rohatec. V letech 1973–77 byla celková početnost odhadnuta na 10–30 párů, v letech 1985–89 již jen na 0–5 párů. Po roce 1989 bylo na českém území zaznamenáno šest pozorování.

## Hnízdění

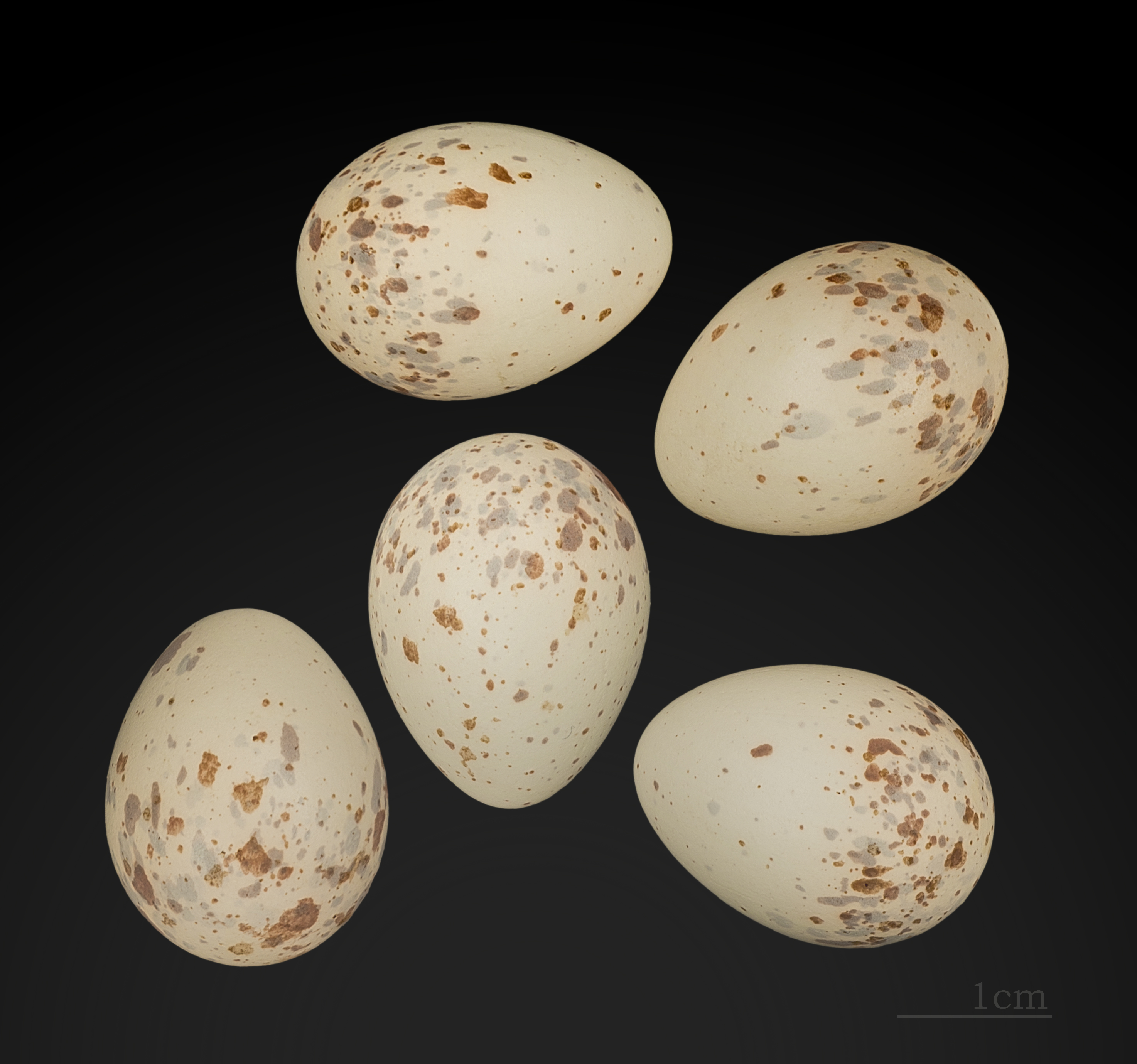
Vejce ťuhýka rudohlavého

Hnízdo staví oba ptáci obvykle vysoko na stromech. Ročně mívá 1 snůšku po 4–5 zelenavých, tmavě skvrnitých vejcích o rozměrech 23,0 × 17,0 mm. Inkubace trvá 15 dní, sedí pouze samice, které samec nosí potravu. Zpočátku nosí sám potravu i pro mláďata, zatímco je samice zahřívá, později loví již oba ptáci. Hnízdo opouštějí po 17 dnech, ale rodiči jsou dokrmována další 3–4 týdny. Rodina zůstává pohromadě až do odletu. Pohlavně dospívají ve 2. kalendářním roce.

## Potrava
Potravu tvoří téměř výhradně hmyz, zcela výjimečně také obratlovci, hlavně drobní savci, ptáci a ještěrky. Kořist vyhlíží z vyvýšených míst, její napichování na trny je velmi vzácné.